# 正清院
正清院（しょうせいいん、天正8年（1580年）- 元和3年8月28日（1617年9月27日））は、安土桃山時代から江戸時代前期にかけての女性。名は振姫（ふりひめ）。徳川家康の三女で、母は側室・下山殿。

## 人物
文禄4年（1595年）2月に豊臣秀吉の命により蒲生秀行と婚約、慶長3年（1598年）11月5日に輿入れする。『言経卿記』には慶長元年（1596年）12月に祝言を挙げていたと記されている（ただし、祝言と輿入れは別に行われる場合もあるとする研究もある）。
蒲生忠郷、蒲生忠知の2男と1女崇法院（加藤忠広正室）を儲ける。関ヶ原の戦いでは、振姫の縁と会津から宇都宮への減封で遺恨があったことから秀行は東軍に就き、その功績で会津60万石に返り咲くこととなる。
ところが夫の秀行が慶長17年（1612年）に30歳で急死する。長男・忠郷が跡を継ぐも後見・振姫と家老・岡重政との間で藩政を巡って対立が激しくなり、結果、父・徳川家康の命により岡重政は切腹となる。
元和元年（1615年）、家康の命により振姫は、和歌山藩主の浅野長晟と再婚することとなり、子を置いて蒲生家を去る。元和2年（1616年）4月に輿入れする。翌年に和歌山に入り、長晟の次男・浅野光晟を産むも、その16日後に死去した。享年38。和歌山吹上寺で火葬され、金戒光明寺に葬られた（後、広島正清寺に回葬）。その報を聞いた蒲生忠郷は会津の融通寺に寺領を寄付して母・振姫の菩提を弔うよう命じている。後に紀州に移封した家康の十男・徳川頼宣は姉にあたる振姫の菩提供養のため、光恩寺（和歌山市大垣内）に墓を建立している。
なお、浅野家は現代まで振姫の子孫が続いているが、蒲生家は息子2人が夭折し無嗣改易、娘の嫁いだ加藤家も改易されている。